# 壬生町
壬生町（日语：／ Mibu machi */?）是位於栃木縣縣央南部，屬下都賀郡的一町。